# Алексеевка (Западно-Казахстанская область)
Алексеевка (каз. Алексеевка) — упразднённое село в Теректинском районе Западно-Казахстанской области Казахстана. Входило в состав Приречного сельского округа. Ликвидировано в 2007 г.

## Население
В 1999 году население села составляло 24 человека (13 мужчин и 11 женщин).